# Stadtbad Neukölln

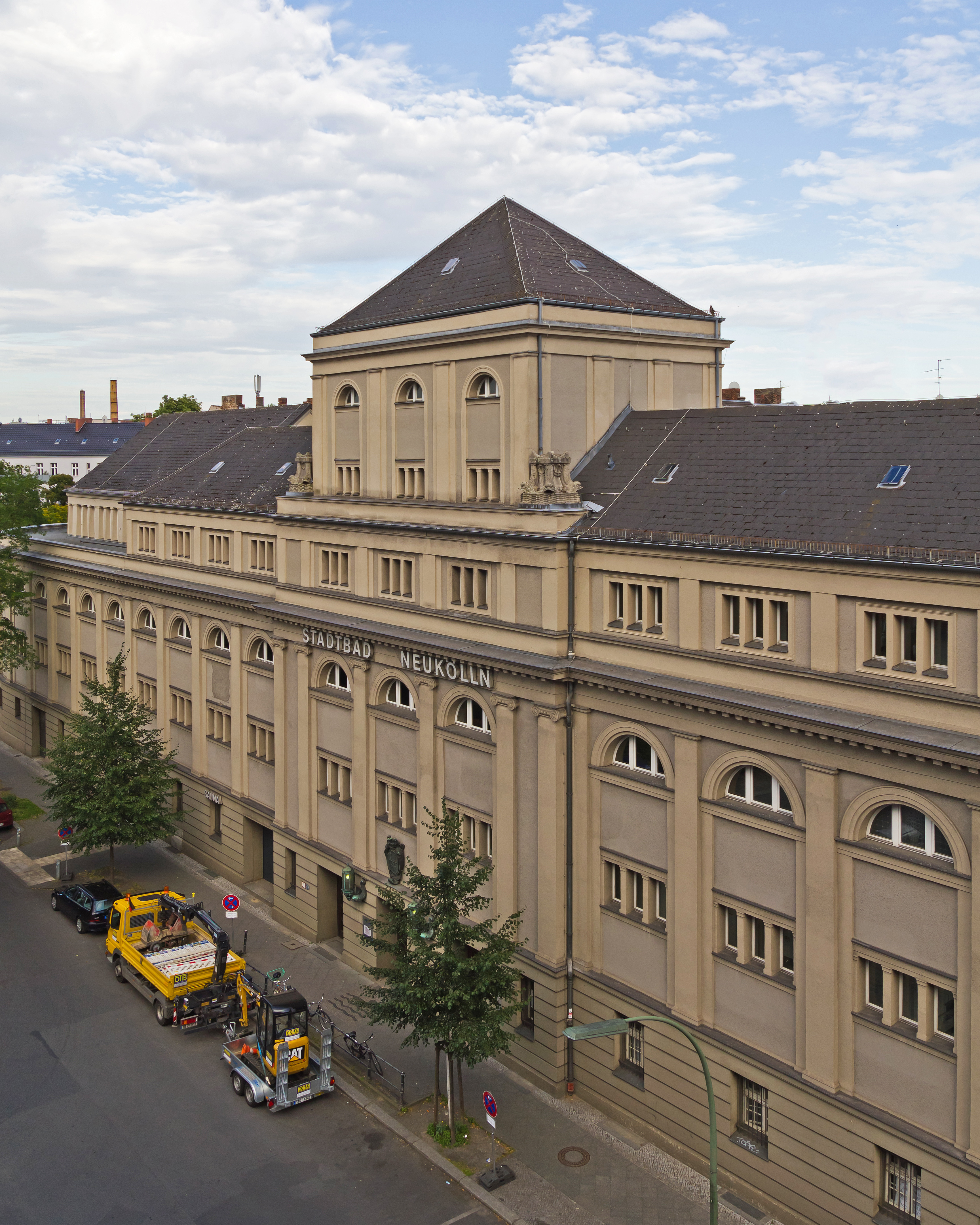
Stadtbad Neukölln

Das Stadtbad Neukölln wurde von dem Rixdorfer Stadtbaurat Reinhold Kiehl und dem Architekten Heinrich Best entworfen, zwischen 1912 und 1914 erbaut und am 10. Mai 1914 eröffnet. Es befindet sich in der Ganghoferstraße 3–5 im Berliner Ortsteil Neukölln.

## Geschichte

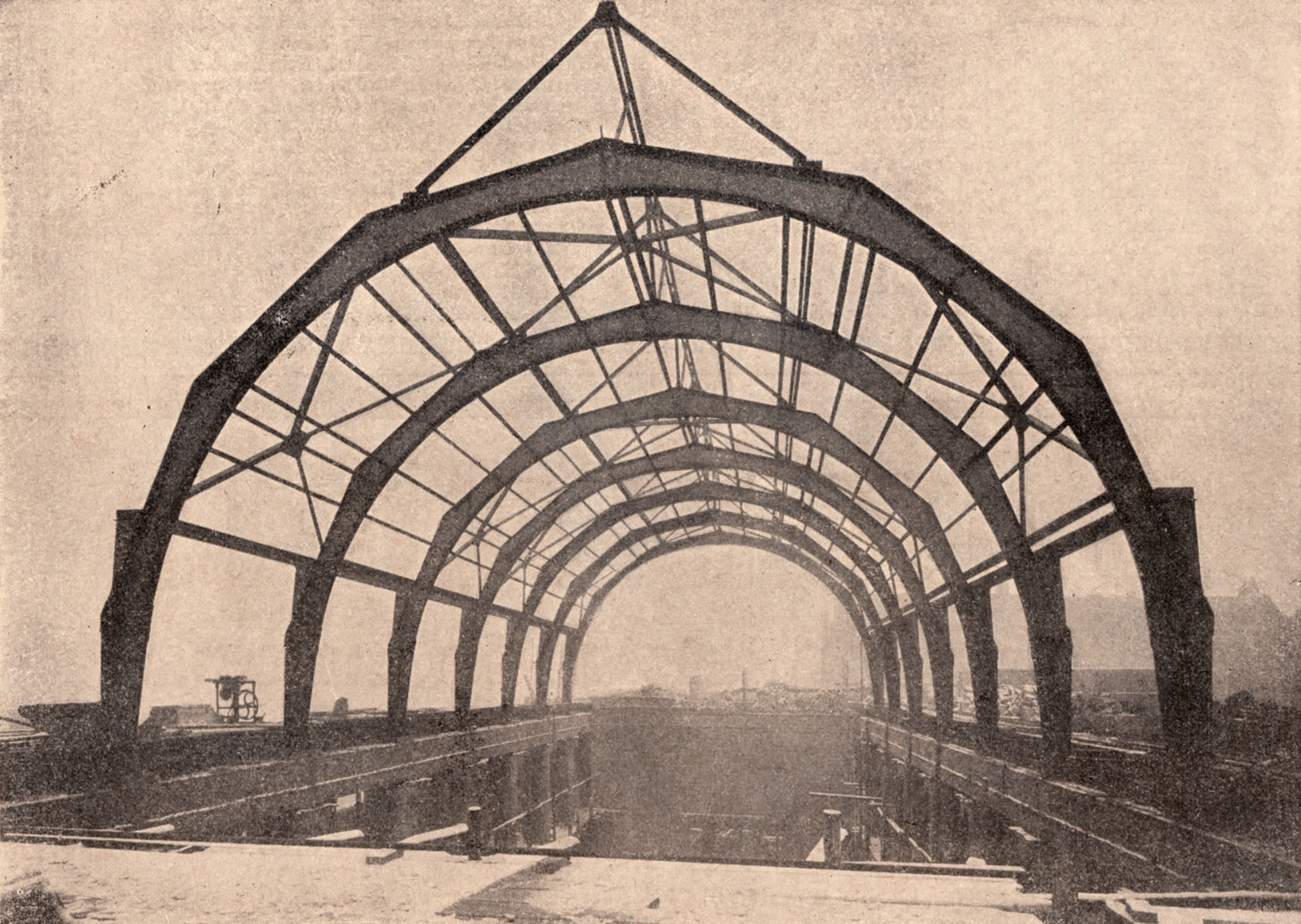
Bau der Schwimmhallen-Dachkonstruktion

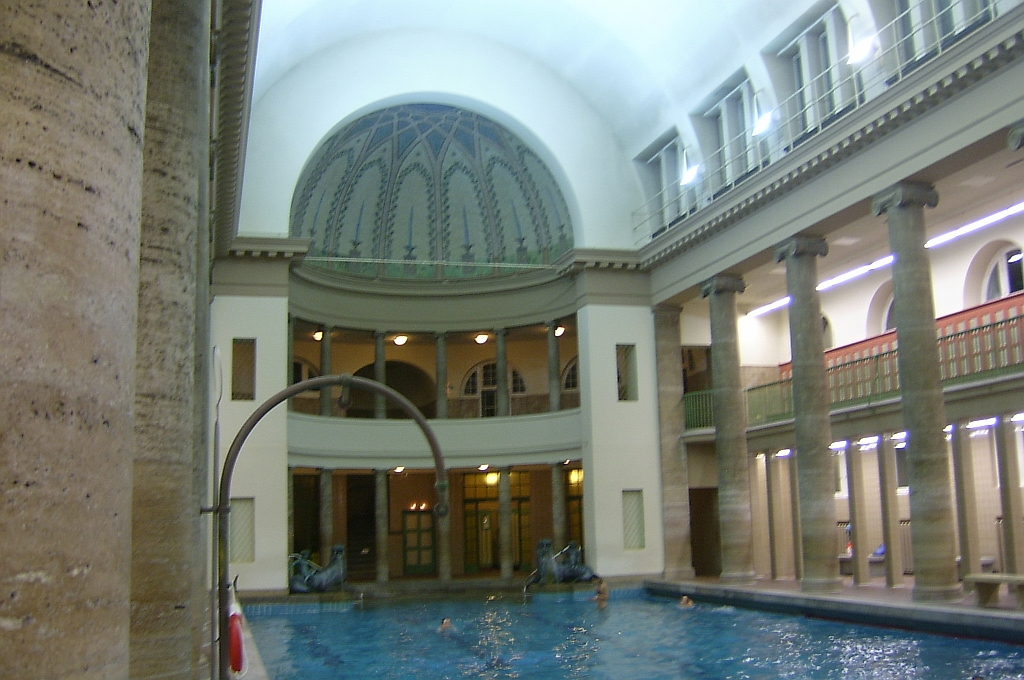
Die große Halle

Dem Bau des heutigen Stadtbads war eine Volksbadeanstalt in der damaligen Canner Chaussee (mittlerweile Neuköllnische Allee) vorausgegangen, die Ende des 19. Jahrhunderts in Rixdorf ihre Dienstleistungen anbot.
In dem neoklassizistischen Gebäude war neben dem Stadtbad auch die Volksbibliothek untergebracht. Beide waren durch ein Atrium verbunden, denn Kiehls Konzept bestand darin, körperliche Ertüchtigung, Körperhygiene und geistige Erbauung zu kombinieren. In der Mitte des Atriums befand sich der vom Bildhauer Richard Guhr entworfene kleine Brunnen (Putten mit Delfinen), der während der Restaurierungsarbeiten in den 1980er Jahren von Unbekannten gestohlen wurde.
Kiehl und Best orientierten sich beim Entwurf des Bades an antiken Thermen. Der Grundriss lehnt sich an die Bauform griechischer Tempel und Basiliken an und ist mit Säulen, Wandelgängen, Bildhauerarbeiten und Mosaiken der Firma Puhl & Wagner ausgestattet. Zur Zeit seiner Errichtung war das Bad eines der größten und modernsten Bäder Europas und für bis zu 10.000 Besucher täglich ausgelegt. Ursprünglich badeten Männer und Frauen getrennt voneinander in der großen und kleinen Schwimmhalle.

## Gegenwart
Von 1961 bis 2010 war das Museum Neukölln in der Volksbibliothek untergebracht. In den 1980er Jahren wurde nach sechsjähriger Restaurierung und Sanierung das Bad wiedereröffnet. Durch die Investition von rund 25 Millionen Mark wurden große und kleine Schwimmhalle originalgetreu wiederhergestellt und die anderen Bereiche modernisiert. Das Bad wurde gleichzeitig unter Denkmalschutz gestellt. Im Oktober 1998 wurde nach dem Umbau die Therme in den historischen Räumlichkeiten wiedereröffnet.
Im Jahr 2009 wurden nach einer Planung von Veauthier Meyer Architekten die Oberflächen der historischen Innenräume denkmalgerecht saniert sowie die Haustechnik auf den neuesten technischen und energetischen Stand gebracht. Gegenwärtig wird das Bad von den Berliner Bäder-Betrieben verwaltet. Schwimmbad und Saunabereich werden getrennt voneinander betrieben. Der Saunabereich umfasst eine finnische Sauna, eine Kräutersauna, ein Marmordampfbad, ein Caldarium und ein Sanarium.